# جيم كروس
جيم كروس هو لاعب هوكي الجليد كندي، ولد في 6 فبراير 1957 في إدمونتون في كندا.

## وصلات خارجية
- جيم كروس على موقع EliteProspects.com (الإنجليزية)
- جيم كروس على موقع HockeyDB.com (الإنجليزية)
- جيم كروس على موقع Hockey-Reference.com (الإنجليزية)